# Revizor (Gogol)
Revizor (rusky Ревизор) je pětiaktová satirická komedie ruského prozaika a dramatika ukrajinského původu Nikolaje Vasiljeviče Gogola patřící k nejslavnějším dílům světové dramatické literatury. Autor svou hrou, zachycující tupost, nevzdělanost a zkaženost úředníků v jednom ruském provinčním městečku prolezlém korupcí a různými jinými neřestmi, nastavil zrcadlo všem, jejichž charakter je pokřiven podlézavostí a úplatkářstvím.
Námět k Revizorovi poskytl Gogolovi Alexandr Sergejevič Puškin, který mu vyprávěl příběh o tom, jak byl jednou při jakési cestě považován za tajného vládního úředníka. V té době totiž nebylo ničím neobvyklým, přijel-li do okresního města „inkognito“ vysoký státní úředník, aby se přesvědčil, zda je vše v pořádku. Bylo to dáno tím, že car Mikuláš I., vědom si toho, že jeho režim není v Rusku nijak zvlášť oblíben, zřídil zvláštní tajnou policii, jejímž úkolem bylo především pozorovat, kdo se vyslovuje opovážlivě a neuctivě proti vládě nebo proti církvi, nebo vyzvídat, nevznikají-li tajné spolky. Stávalo se tak, že zcela náhodný cestující byl omylem pokládán za tajného agenta nebo revizního úředníka.[zdroj?]

## České překlady
- 1865 Revisor, Václav Čeněk Bendl-Stránický
- 1891 Revisor, J. Huttar
- 1895 Revizor, Ignác Hošek
- 1908 Revizor, Adolf Wenig
- 1920 Revisor, Boř. Prusík
- 1926 Revisor, Václav Koenig
- 1936 Revisor, Bohumil Mathesius
- 1965 Revizor, Zdeněk Mahler

## Obsah hry

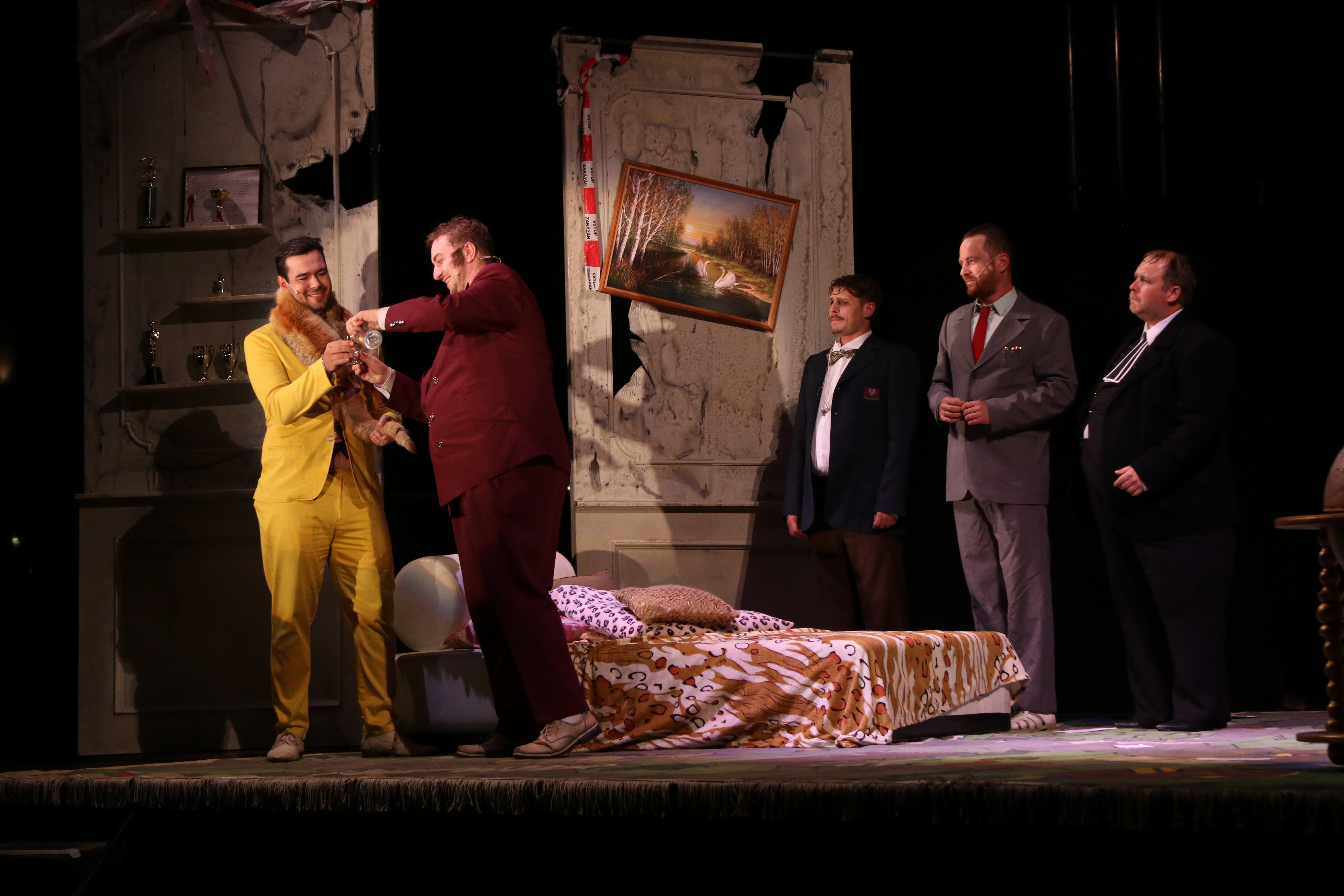
Představení Revizor v podání Moravského divadla při zahájení Dnů evropského dědictví v Olomouci

Děj Revizora se odehrává v malém ruském městečku na počátku třicátých let 19. století během krátkého časového úseku dvaceti čtyř hodin. Ve hře vystupuje mladý bezvýznamný úředník Chlestakov, který se svým sluhou Osipem přijel do městečka již před čtrnácti dny, ubytoval se ve zdejším hostinci, v kartách prohrál všechny peníze a teď nemá na zaplacení útraty. Přeje mu ale štěstí, neboť městský hejtman právě dostal dopis od přítele z Petrohradu, v němž se píše, že městečko navštíví nebo už navštívil revizor. Díky poštmistrovi, který pro své rozptýlení otevírá cizí dopisy, se o tom i ostatní úředníci města okamžitě dozvědí. Protože nemají čisté svědomí, neboť berou úplatky, kradou a všude je nepořádek, pochopitelně se revize obávají. Dva statkáři, Dobčinskij a Bobčinskij, jejichž jedinou životní náplní je běhat po městě a šířit jakékoliv (i neověřené) zprávy, ke kterým se dostanou, pokládají za revizora právě Chlestakova, a rychle rozšíří informaci o jeho příjezdu. Aby revize dobře dopadla, snaží se představitelé města Chlestakova podplatit.
Chlestakov dlouho nemůže uhodnout, proč se najednou setkává všude s takovou pozorností a úctou. Když pochopí, za jak významnou osobnost jej považují, plně využívá jejich hlouposti, a protože je na mizině, rád přistoupí na jejich hru. Hejtman ho ubytuje ve svém domě, tváří se, že nic nevidí, když mu svádí manželku, a nakonec mu nabídne i ruku své dcery. Krajský sudí, poštmistr a školní inspektor mu poskytují „půjčky“ a všichni mu přinášejí různé dary. Chlestakov se vychloubá, jak je bohatý, kde všude byl a jaké má známosti. Při tomto smyšleném vyprávění o sobě jako o důležitém vysokém státním úředníkovi se tak rozohňuje, že se téměř plně vžívá do své nové smyšlené osobnosti. Kdyby se sluhovi Osipovi nepovedlo včas svému pánovi vysvětlit, že takový podvod se dlouho neudrží v tajnosti, byl by snad zcela klidně čekal na odhalení. Takhle namluví svým hostitelům, že odjíždí za svým bohatým strýcem pro svolení k sňatku a včas zmizí. Před svým odjezdem napíše dopis příteli, v němž se mu svěří s celou komedií, kterou s úředníky městečka sehrál. Dopis pochopitelně otevře poštmistr a hned s ním běží k hejtmanovi, který se mezitím oddává snům o tom, že jeho život, jakožto tchána tak významného muže, bude od nynějška jedinou slavností a hostinou. Hejtman i všichni ostatní strašně zuří, když v tom přichází městský strážník a oznamuje, že přijel skutečný revizor.

## Přijetí a kritika
Revizor měl premiéru roku 1836 v Petrohradě, měl veliký úspěch a především mladými lidmi, studenty a pokrokovými literárními kritiky byla hra přijímána s nadšením. Gogol se však stal terčem útoků vyšší společnosti, o níž Gogolova komedie pronesla zdrcující soud. Právě těm bylo určeno motto knižního vydání hry „Nevrč, brachu, na zrcadlo, když máš křivou hubu.“
Základní idea komedie Revizor je etická; Gogolovo dílo má alegorický význam. Dílo snad působí komickým dojmem; autor však proti takovému výkladu protestoval a roku 1846 napsal:
—  Nikolaj Gogol: РАЗВЯЗКА «РЕВИЗОРА». 
Gogol popisuje "duševní město", tj. lidskou duši. Chlestakov symbolizuje světské svědomí, které je prodejné a klamné; skutečný revizor je symbolem Soudného dne.
Dle T. G. Masaryka
| „                                               | Gogolův realismus je umělecky omezený: nedaří se mu žádný větší, složitější dílo, dovede jen reprodukovat, co spatřil; Mrtvé duše ani Revizor nejsou díla umělecká, jsou to jen jednotlivé perly charakteristiky, přířazené k sobě. | “ |
| — Tomáš Garrigue Masaryk. Rusko a Evropa, sv. 3 | |   |

## České divadelní inscenace (výběr)
- 1908 Revisor, Městské divadlo Královských Vinohradů, překlad: Adolf Wenig, režie: Alois Charvát
- 1918 Revisor, Městské divadlo Královských Vinohradů, překlad: Adolf Wenig, režie: Karel Faltys
- 1924 Revisor, Městské divadlo na Královských Vinohradech, překlad: Ignác Hošek, režie: G. V. Sěrov, hlavních rolích: Ludvík Veverka, Jaroslav Vojta-Jurný
- 1940 Revisor, Městské divadlo na Královských Vinohradech, překlad: Václav Koenig, režie: František Tröster
- 1967 Revizor, Činoherní klub, překlad: Zdeněk Mahler, režie: Jan Kačer, v hlavních rolích: Jiří Kodet, Pavel Landovský[4]
- 1982 Revizor, Divadlo na Vinohradech, překlad: Zdeněk Mahler, režie: Jan Kačer, v hlavních rolích: Jaromír Hanzlík, Jaroslav Moučka
- 2018 Revisor, Divadlo na Vinohradech, překlad: Zdeněk Mahler, režie: Juraj Deák, v hlavních rolích: Ondřej Brousek, Aleš Procházka[5]
- 2019 Revizor, Městská divadla pražská - ABC, překlad: Zdeněk Mahler, režie: David Drápek, v hlavních rolích: Václav Kopta, Jiří Panzer[6]
- 2021 Revizor, Národní divadlo moravskoslezké, překlad: Zdeněk Mahler, režie: Vojtěch Štěpánek, v hlavních rolích: Vladimír Polák, Tomáš Jirman[7]
- 2021 Revizor, Moravské divadlo Olomouc, překlad: Zdeněk Mahler, režie: Jana Paulová, v hlavních rolích: Roman Vencl, Petr Vaněk[8]

## Filmové adaptace
- Město vzhůru nohama (1933, Eine Stadt steht kopf), Německo, režie Gustaf Gründgens,
- Revizor (1933), Československo, režie Martin Frič, v hlavní roli Vlasta Burian,
- Generální inspektor (1949, The Inspector General), USA, režie Henry Koster,
- Revizor (1950, Afsar), Indie, režie Dev Anand,
- Revizor (1952, Ревизор), Sovětský svaz, režie Vladimir Michajlovič Petrov,
- Revizor (1955, Der Revisor), Německo, režie Ulrich Lauterbach, televizní film,
- Revizor (1956, Al-Mufattish al-amm), Egypt, režie Helmy Rafla,
- Revizor (1956, Le Revizor ou L'inspecteur général), Francie, režie Marcel Bluwal, televizní film,
- Revizor (1970, A Revizor), Maďarsko, režie Éva Zsurzs, televizní film,
- Revizor (1973, Revisorn), Švédsko, režie Ernst Günther, televizní film,
- Revizor (1974, Calzonin Inspector), Mexiko, režie Alfonso Arau,
- Inkognito v Petrohradě[9] (1977, Инкогнито из Петербурга), Sovětský svaz, režie Leonid Gajdaj,
- Revizor (1981, Le Revizor), Francie, režie Philippe Laik, televizní film,
- Revizor (1984, A Revizor), Maďarsko, režie Péter Gothár, televizní film,
- Revizor (1996, Ревизор), Rusko, režie Sergej Gazarov,
- Revizor (2004), Česko, režie Viktor Polesný, v hlavní roli Oldřich Kaiser.

## Česká vydání
- Revisor, aneb, Nehněvej se na zrcadlo, máš-li křivou hubu, Mikuláš & Knapp, Praha 1867, přeložil J. Š,
- Revisor, Jan Otto, Praha 1892, přeložil Ignác Hošek, znovu 1902, 1905, 1925 a 1931.
- Revisor, Zora, Praha 1920, přeložil Bořivoj Prusík, znovu 1925.
- Revisor, Otakar Štorch-Marien, Praha 1926, přeložil Václav Koenig,
- Revisor, Jan Kobes, Praha 1941, přeložil Bohumil Mathesius, znovu 1947, ČLDJ, Praha 1951, Státní divadlo Brno 1957 a Orbis, Praha 1958.
- Výbor z díla II. Svoboda, Praha 1949, znovu 1952, svazek obsahuje mimo jiné také Revisora v překladu Bohumila Mathesia,
- Revizor, SPN, Praha 1959, přeložil Bohumil Mathesius, znovu 1966.
- Revizor, DILIA, Praha 1965, přeložil Zdeněk Mahler, znovu 1969 a 1994, znovu Artur, Praha 2010.
- Revizor, Odeon, Praha 1980, přeložil Karel Milota, znovu 1986.
- Hry a aktovky, Cylindr, Hradec Králové 2002, svazek obsahuje mimo jiné také Revizora v překladu Zdeňka Mahlera,
- Revizor, Tribun EU, Brno 2007, překladatel neuveden.
- Revizor, Artur, Praha 2010, přeložil Zdeněk Mahler.

### Rozhlasové zpracování
- 1972 Československý rozhlas Nikolaj Vasiljevič Gogol: Revizor. Překlad: Bohumil Mathesius, rozhlasová úprava: Kristián Suda, dramaturgie: Jaroslava Strejčková, hudba Josef Pech, režie Jiří Horčička. Osoby a obsazení: Chlestakov (Václav Postránecký), policejní direktor (Martin Růžek), jeho žena (Jarmila Krulišová), jeho dcera (Růžena Merunková), školní inspektor (Václav Vydra), Zemljanika (Čestmír Řanda), sudí (Eduard Dubský), poštmistr (Oldřich Musil), Dobčinský (Zdeněk Dítě), Bobčinský (Vladimír Hlavatý), inspektor (Josef Patočka), strážník Děržimorda (Svatopluk Skládal), sluha Osip (Bohumil Bezouška), Miška (Ladislav Kazda) a další. Nahrávka vyšla rovněž na CD.[10]

#### Online dostupný text díla
- GOGOL, Nikolaj Vasiljevič. Revisor, aneb: "Nehněvej se na zrcadlo, máš-li křivou hubu". Překlad Josef Mikuláš Boleslavský. Praha: Mikuláš a Knapp, 1867. Dostupné online.
- GOGOL, Nikolaj Vasiljevič. Revisor: veselohra o pěti jednáních. Překlad Bořivoj Prusík. Praha: Zora, 1925. 107 s. Dostupné online.